# Luca Becchetti

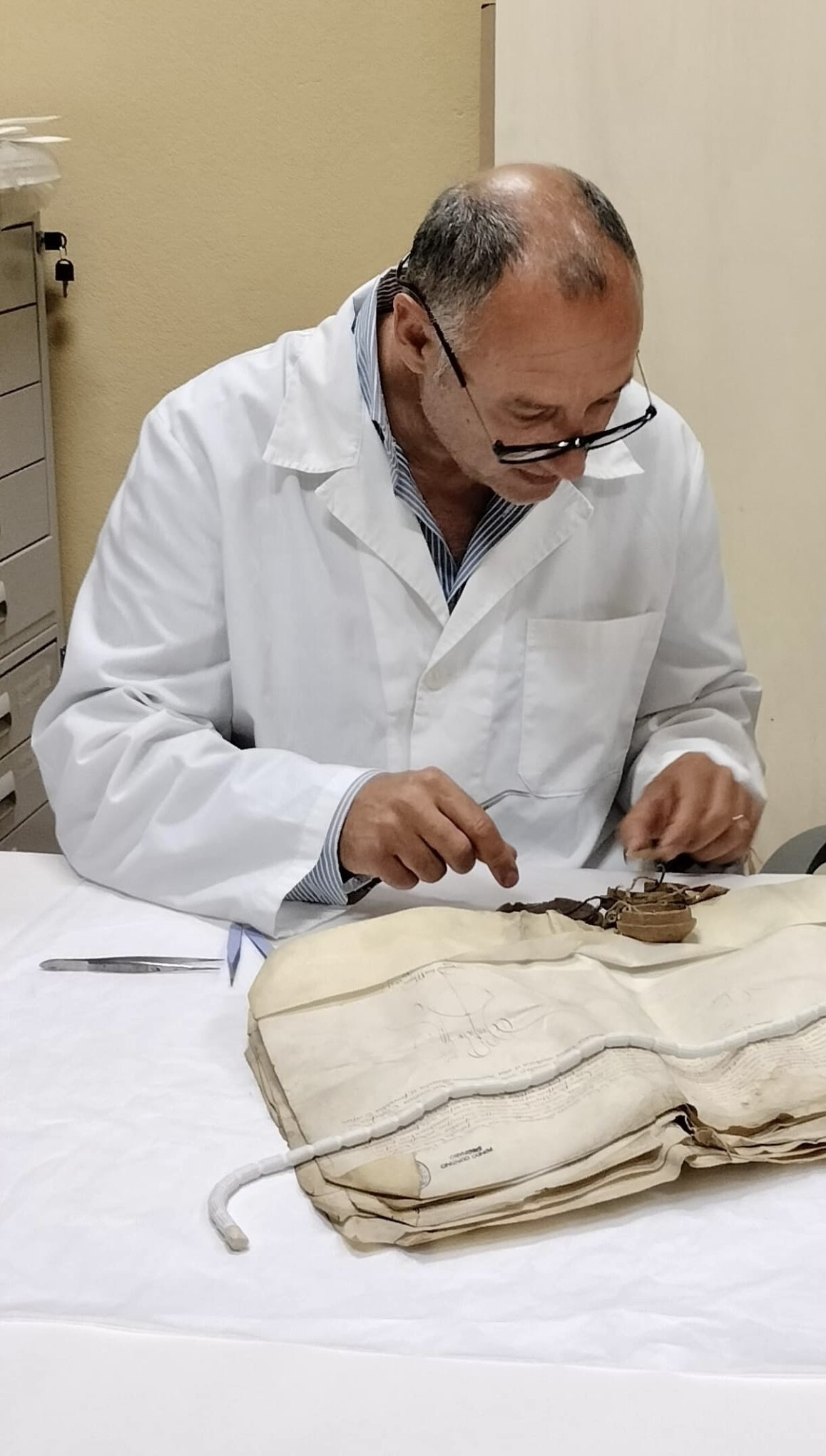
Luca Becchetti (2024)

Luca Becchetti (Roma, 1º marzo 1967) è un restauratore e uno studioso di sigillografia italiano.

## Biografia
Dopo aver conseguito la laurea in Lettere Antiche presso l'Università La Sapienza di Roma e i diplomi di specializzazione alla Scuola Vaticana di Paleografia, Diplomatica e Archivistica, ha iniziato la sua carriera nel campo dello studio e del restauro dei sigilli all'Archivio Apostolico Vaticano, estendendo successivamente le sue competenze ad istituzioni museali, bibliotecarie, archivistiche e universitarie italiane. Noto per il suo lavoro in ambito di conservazione dei documenti antichi, si occupa principalmente di studio e valorizzazione dei sigilli di cera, ceralacca, carta, oro e piombo. A Becchetti si deve, per esempio, l'attribuzione della matrice sigillare del papa Paolo III, Farnese a Benvenuto Cellini, nonché lo sviluppo di tecniche nel campo del restauro di questi oggetti, come l'introduzione di miscele consolidanti e materiali dedicati al loro condizionamento. È titolare della cattedra di Sigillografia alla Scuola Vaticana di Paleografia, Diplomatica e Archivistica e come sigillografo ha contribuito alla conoscenza delle fonti sfragistiche italiane e vaticane.

## Opere
- Il laboratorio di restauro dei sigilli dell’Archivio Segreto Vaticano. Conservazione e valorizzazione del patrimonio sigillografico. Origini, orientamenti e metodologie, in Dall’Archivio Segreto Vaticano. Miscellanea di testi, saggi e inventari, I, Collectanea Archivi Vaticani, 61, Città del Vaticano, Archivio Segreto Vaticano, 2006,  pp. 17-21.
- Nota di sfragistica altomedievale salernitana. Il sigillo di Gisulfo II, in Rassegna Storica Salernitana, vol. 50, 2008,  pp. 93-102.
- Proposte di datazione su alcuni sigilli trecenteschi di Cremona, in Archivio Storico Lombardo, vol. 16/12, 2011,  pp. 255-263.
- La politica di tutela del patrimonio sfragistico negli archivi italiani: bilanci e prospettive, in Archivi, vol. 9/1, 2014,  pp. 19-26.
- Corpora e inventari sigillografici: orientamenti e metodi descrittivi del patrimonio sfragistico, in Religiosa Custodia Archivorum. Atti del Convegno di studi, Città del Vaticano, 17-18 aprile 2012, Collectanea Archivi Vaticani, 98, Città del Vaticano, 2015.
- Sfragistica templare. Una descrizione tipologica, in I Templari Grandezza e caduta della “Militia Christi”, a cura di G. Andenna – C. D. Fonseca – E. Filippini, Milano, 2016,  pp. 163-169.
- De tutela sigillorum. Nota a margine di un intervento di restauro sul sigillo di Carlo V apposto all’Editto di Worms, in Dall’Archivio Segreto Vaticano. Miscellanea di testi, saggi e inventari, Collectanea Archivi Vaticani, n. 115, 2021,  pp. 9-29.